# Aval AVC 777
Aval AVC 777 (AVC 777) је био преносиви рачунар, производ фирме Aval који је почео да се израђује у Јапану током 1982. године.
Користио је Zilog Z80A као централни микропроцесор а RAM меморија рачунара AVC 777 је имала капацитет од 64k. 
Као оперативни систем кориштен је CP/M.

## Детаљни подаци
Детаљнији подаци о рачунару AVC 777 су дати у табели испод.
|                       |                                           |
| [ 1 ]                 |                                           |
| Произвођач            |                                           |
| Тип                   | преносиви рачунар                         |
| Меморија              | 64k                                       |
| Поријекло             | Јапан                                     |
| Година                | 1982                                      |
| Тастатура             | тастатура са пуним помаком тастера        |
| Процесор              |                                           |
| Фреквенција процесора |                                           |
| RAM                   | 64k                                       |
| ROM                   | 2k                                        |
| Текст                 | 80 x 24                                   |
| Графика               | 512 x 200                                 |
| Боја                  | монохром, 5 уграђени монитор (зеленкасти) |
| Звук                  | мали звучник                              |
| Димензије             | 11 Kg                                     |
| Портови               |                                           |
| Оперативни систем     |                                           |